# Maraetai
Maraetai est une localité de l’ancienne cité de Manukau et qui est située la plus à l’est des banlieues du grand Auckland dans l’Île du Nord de la Nouvelle-Zélande.

## Situation
La ville la plus proche est Beachlands, qui siège approximativement à 4 km vers l’ouest.

## Toponymie
Son nom est en langage Māori un mot signifiant "place de rencontre par la mer".
Maraetai était le nom original pour le passage lisse, calme mais soumis à la marée, maintenant connu comme le Détroit de Tamaki ou Tamaki Strait, qui est abrité par «Te Motu Arai-roa» («The Long Sheltering Island»), maintenant appelée île de Waiheke.

## Histoire
Le site de la banlieue actuelle de Maraetai était autrefois un pā et un kāinga (village) avec un marae, connu actuellement comme sous le nom de «Pohaturoa».
Une des fonctions les mieux connues des maraes est de faciliter l’hui ou assemblée tribale (en).

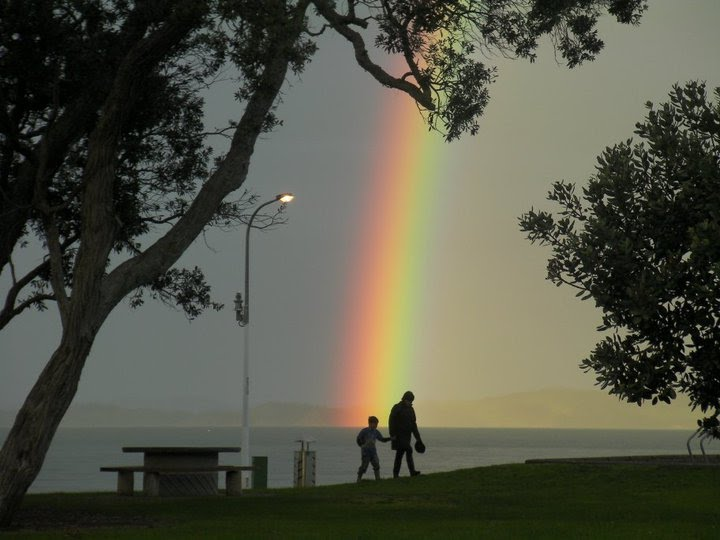
Arc-en-ciel après la chute du soleil à travers un ciel lourd sur la plage de Maraetai

Les résidents de Maraetai n'utilisent pas l’eau de la cité et au contraire doivent donc utiliser l’eau d’une citerne et de l’eau borée.
De nombreux résidents préféraient garder à la ville son aspect rural, mais les plages de Maraetai sont des destinations réputées pour d’autres habitants d’Auckland et sont souvent encombrées lors des mois d’été.
La ville est aussi le domicile du pasteur controversé nommé:Brian Tamaki (en), qui est à la tête de la église de la destinée (en): une organisation pentecôtiste.